# Alexandre de Laborde (1853-1944)
Pour les articles homonymes, voir Famille de Laborde, Alexandre de Laborde et de Laborde.
Le comte Léon-Joseph-Alexandre de Laborde (11 novembre 1853 à Fontenay - 16 juillet 1944 à Paris) est un officier, archéologue et bibliophile français.

## Biographie
Fils de Léon de Laborde, il suit la carrière militaire et rentre à l'École spéciale militaire en 1879. Il devient lieutenant-colonel d'infanterie au service de l'État-major du gouvernement militaire de Paris.
Occupé à des travaux archéologiques et bibliophiles, il est admis comme membre libre à l'Académie des inscriptions et belles-lettres en 1917.

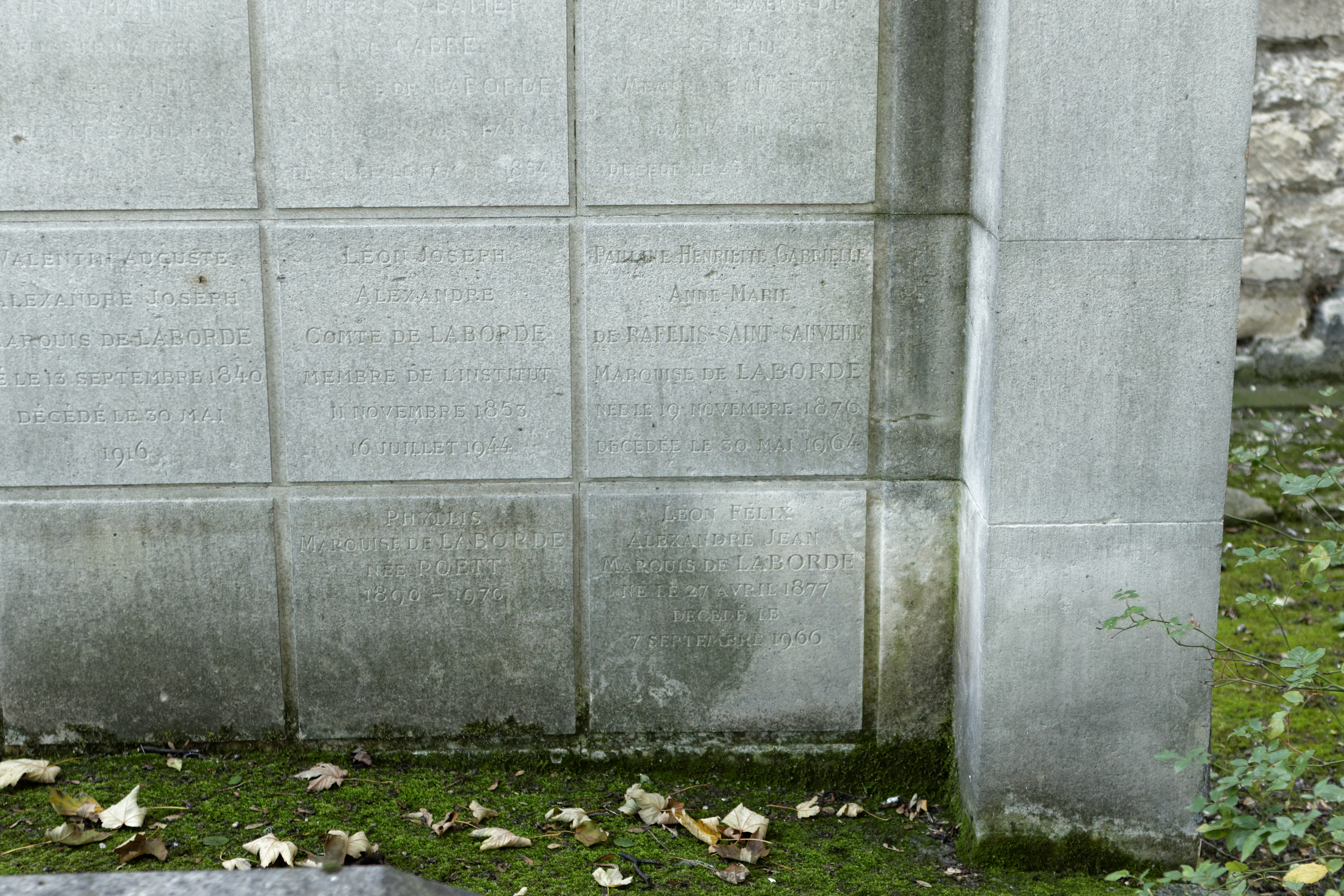
Sépulture au cimetière du Calvaire de Montmartre.

Il était président de la Société des bibliophiles français et président-fondateur de la Société française de reproduction des manuscrits à peinture, ainsi que membre du Comité des travaux historiques et scientifiques, de la Société nationale des antiquaires de France, de la Société de l'histoire de France et de la Société de l'histoire de Paris et de l'Île-de-France. Il est inhumé dans la sépulture familiale du cimetière du Calvaire de Montmartre.

## Distinctions
- Officier de la Légion d'honneur.

## Publications
- À propos d’une devise de Mathieu Beauvarlet" in Bulletin du Bibliophile (1908)
- Les manuscrits à peintures de la Cité de Dieu de saint Augustin (3 vol., 1909)
- Ernest Quentin-Bauchard, bibliophile, 1830-1909 (1910)
- Liste des membres de la Société des bibliophiles françois... suivie de ses statuts et de la liste de ses publications (1911)
- La Bible moralisée (5 vol., 1911-1927)
- Liste des membres de la Société des bibliophiles françois (1921)
- La mort chevauchant un bœuf, origine de cette illustration de l’office des morts dans certains livres d’heures de la fin du XVe siècle (1923)
- Les miracles de Notre Dame (1929)
- Chanson de Roland. Reproduction phototypique du Manuscrit Digby 23 de la Bodleian Library d’Oxford (1932)
- Les principaux manuscrits à peinture conservés dans l’ancienne Bibliothèque impériale de Saint-Pétersbourg (1936)
- Nicolas Houel, fondateur de la Maison de charité chrétienne (1937)

### Sources et bibliographie
- Ernest Tonnelat, Notice sur la vie et les travaux du comte Alexandre de Laborde, membre de l'Académie, 1947 (lire en ligne)
- Henri Maspero, « Éloge funèbre de M. Alexandre de Laborde, membre de l'Académie », dans Comptes rendus des séances de l'Académie des Inscriptions et Belles-Lettres. Séances de 1944, 1944, 88e année, no 3, p. 322-327 (lire en ligne)